# Aug-Radisch
Aug-Radisch war eine Gemeinde mit 280 Einwohnern (Stand 1. Jänner 2014) im Süd-Osten der Steiermark im Bezirk Südoststeiermark. Im Rahmen der Gemeindestrukturreform in der Steiermark ist die Gemeinde seit 2015 mit den Gemeinden Gnas, Baumgarten bei Gnas, Grabersdorf, Maierdorf, Poppendorf, Raning, Trössing und Unterauersbach zusammengeschlossen,
die neue Gemeinde führt den Namen Gnas weiter. Grundlage dafür ist das Steiermärkische Gemeindestrukturreformgesetz – StGsrG.

## Geografie

### Geografische Lage
Aug-Radisch liegt ca. 36 km südöstlich von Graz und ca. 13 km südwestlich von Feldbach im Oststeirischen Hügelland.

### Gliederung
Die Gemeinde Aug-Radisch bestand aus einer einzigen Katastralgemeinde (453,48 ha) bzw. aus den Ortschaften Aug und Radisch.

### Nachbargemeinden bis Ende 2014
|           | Unterauersbach                              | Raning      |
| Jagerberg | Kompassrose, die auf Nachbargemeinden zeigt | Grabersdorf |
|           | Bierbaum am Auersbach                       |             |

## Politik

### Gemeinderat
Da bei der letzten Wahlen von 2010 nur die ÖVP antrat, stellte sie seit den Wahlen alle neun Gemeinderäte.

### Wappen
Die Verleihung des Gemeindewappens erfolgte mit Wirkung vom 1. März 1995.
Blasonierung:
„In grünem Schild ein auf dem vorderen Schildrand stehender silberner Auerstier, hinten begleitet von einem verminderten silbernen Pfahl; Schild und Pfahl mit Blättchen des Wiesenknopfes in verwechselten Farben bestreut.“

## Sport
Der örtliche Sportverein ist der USV Aug-Radisch.